# Austrálie na Letních olympijských hrách 2004
Austrálii na Letních olympijských hrách v roce 2004 reprezentovalo 470 sportovců v 33 sportech. Ve výpravě bylo 268 mužů a 202 žen.

## Medailisté
| Medaile | Jméno | Sport             | Soutěž                                   |
| ------- | --- | ----------------- | ---------------------------------------- |
| Zlato   | Sara Carrigan | Cyklistika        | Ženy silniční závod jednotlivců          |
| Zlato   | Anna Meares | Cyklistika        | Ženy 500 m s pevným startem              |
| Zlato   | Ryan Bayley | Cyklistika        | Muži keirin                              |
| Zlato   | Graeme Brown Stuart O'Grady | Cyklistika        | Muži madison                             |
| Zlato   | Ryan Bayley | Cyklistika        | Muži sprint                              |
| Zlato   | Graeme Brown Brett Lancaster Brad McGee Luke Roberts Peter Dawson Stephen Wooldridge | Cyklistika        | Družstvo mužů stíhací závod              |
| Zlato   | Chantelle Newbery | Skoky do vody     | Ženy věž 10 m                            |
| Zlato   | Michael Brennan Travis Brooks Dean Butler Jamie Dwyer Nathan Eglington Troy Elder Bevan George Robert Hammond Mark Hickman Mark Knowles Brent Livermore Michael McCann Stephen Mowlam Grant Schubert Matthew Wells | Pozemní hokej     | Turnaj mužů                              |
| Zlato   | Drew Ginn James Tomkins | Veslování         | Muži dvojka bez kormidelníka             |
| Zlato   | Suzanne Balogh | Sportovní střelba | Ženy trap                                |
| Zlato   | Petria Thomasová | Plavání           | Ženy 100 m motýlek                       |
| Zlato   | Jodie Henryová | Plavání           | Ženy 100 m volný styl                    |
| Zlato   | Grant Hackett | Plavání           | Muži 1500 m volný styl                   |
| Zlato   | Ian Thorpe | Plavání           | Muži 200 m volný styl                    |
| Zlato   | Ian Thorpe | Plavání           | Muži 400 m volný styl                    |
| Zlato   | Alice Mills Lisbeth Lenton Petria Thomasová Jodie Henryová Sarah Ryan | Plavání           | Ženy štafeta 4 × 100 m volný styl        |
| Zlato   | Brooke Hanson Jessicah Schipper Alice Mills Giaan Rooney Leisel Jonesová Petria Thomasová Jodie Henryová | Plavání           | Ženy štafeta 4 × 100 m polohový závod    |
| Stříbro | John Steffensen Mark Ormrod Patrick Dwyer Clinton Hill | Atletika          | Muži 4 × 400 metrů                       |
| Stříbro | Craig Anderson Tom Brice Adrian Burnside Gavin Fingleson Paul Gonzalez Nick Kimpton Brendan Kingman Craig Lewis Graeme Lloyd David Nilsson Trent Oeltjen Wayne Ough Chris Oxspring Brett Roneberg Ryan Rowland-Smith John Stephens Phil Stockman Brett Tamburrino Rich Thompson Andrew Utting Rodney Van Buizen Ben Wigmore Glenn Williams Jeff Williams | Baseball          | Turnaj mužů                              |
| Stříbro | Suzy Batkovic Sandy Brondello Trisha Fallon Kristi Harrower Lauren Jacksonová Natalie Porter Alicia Poto Belinda Snell Rachael Sporn Laura Summerton Penny Taylor Allison Tranquilli | Basketbal         | Turnaj žen                               |
| Stříbro | Nathan Baggaley | Kanoistika        | Muži K-1 500 m                           |
| Stříbro | Nathan Baggaley Clint Robinson | Kanoistika        | Muži K-2 500 m                           |
| Stříbro | Katie Mactier | Cyklistika        | Ženy stíhací závod (jednotlivci)         |
| Stříbro | Brad McGee | Cyklistika        | Muži stíhací závod (jednotlivci)         |
| Stříbro | Mathew Helm | Skoky do vody     | Muži věž 10 m                            |
| Stříbro | Glen Loftus Anthony Edwards Ben Cureton Simon Burgess | Veslování         | Muži čtyřka bez kormidelníka lehkých vah |
| Stříbro | Sandra Allen Marissa Carpadios Fiona Crawford Amanda Doman Peta Edebone Tanya Harding Natalie Hodgskin Simmone Morrow Tracey Mosley Stacey Porter Melanie Roche Natalie Titcume Natalie Ward Brooke Wilkins Kerry Wyborn | Softball          | Turnaj žen                               |
| Stříbro | Brooke Hanson | Plavání           | Ženy 100 m prsa                          |
| Stříbro | Leisel Jonesová | Plavání           | Ženy 200 m prsa                          |
| Stříbro | Petria Thomasová | Plavání           | Ženy 200 m motýlek                       |
| Stříbro | Grant Hackett | Plavání           | Muži 400 m volný styl                    |
| Stříbro | Grant Hackett Michael Klim Nicholas Sprenger Ian Thorpe Todd Pearson Antony Matkovich Craig Stevens | Plavání           | Muži štafeta 4 × 200 m volný styl        |
| Stříbro | Loretta Harrop | Triatlon          | Ženy                                     |
| Bronz   | Tim Cuddihy | Lukostřelba       | Muži jednotlivci                         |
| Bronz   | Jane Savilleová | Atletika          | Ženy chůze na 20 km                      |
| Bronz   | Nathan Deakes | Atletika          | Muži chůze na 20 km                      |
| Bronz   | Shane Kelly | Cyklistika        | Muži keirin                              |
| Bronz   | Anna Meares | Cyklistika        | Ženy sprint                              |
| Bronz   | Michael Rogers | Cyklistika        | Muži časovka jednotlivců                 |
| Bronz   | Loudy Tourky | Skoky do vody     | Ženy věž 10 m                            |
| Bronz   | Mathew Helm Robert Newbery | Skoky do vody     | Muži synchronizované skoky z věže 10 m   |
| Bronz   | Robert Newbery Steven Barnett | Skoky do vody     | Muži synchronizované skoky z prkna 3 m   |
| Bronz   | Irina Lashko Chantelle Newbery | Skoky do vody     | Ženy synchronizované skoky z prkna 3 m   |
| Bronz   | Stefan Szczurowski Stuart Reside Stuart Welch James Stewart Geoff Stewart Boden Joseph Hanson Mike McKay Steve Stewart Michael Toon | Veslování         | Muži osmiveslice                         |
| Bronz   | Dana Faletic Rebecca Sattin Amber Bradley Kerry Hore | Veslování         | Ženy párová čtyřka                       |
| Bronz   | Adam Vella | Sportovní střelba | Muži trap                                |
| Bronz   | Leisel Jonesová | Plavání           | Ženy 100 m prsa                          |
| Bronz   | Ian Thorpe | Plavání           | Muži 100 m volný styl                    |
| Bronz   | Libby Lentonová | Plavání           | Ženy 50 m volný styl                     |
| Bronz   | Alicia Moliková | Tenis             | Ženy dvouhra                             |